# Сан Мигел Корпорейшън
„Сан Мигел Корпорейшън“ (на английски: San Miguel Corporation) е филипински мултинационален конгломерат със седалище в Мандалуйонг. Компанията е основана на 29 септември 1890 г. като пивоварна.
Компанията е един от най-големите и диверсифицирани конгломерати във Филипините. Тя излиза извън рамките на основния си бизнес с инвестиции в различни сектори като храни и напитки, финанси, инфраструктура, петрол и енергия, транспорт и недвижими имоти.

## История
Пивоварната „Сан Мигел“ е основана през 1890 г. от испанеца Енрике Мария Барето де Иказа. Първата пивоварна се намира в квартал „Сан Мигел“ в Манила. По-късно става мултинационалната „Сан Мигел Корпорейшън“, дистрибутор на бира в цяла Азия.

## Продукти
- Ginebra San Miguel
- Magnolia[2]
- Monterey
- Petron
- Purefoods
- Red Horse Beer[3]
- San Miguel Pale Pilsen[4]

## Дъщерни дружества
- Petron Corporation
- San Miguel Food and Beverage, Inc.
- San Miguel Equity Investments, Inc.
- San Miguel Global Power Holdings Corporation
- San Miguel Holdings Corporation
- San Miguel Properties, Inc.
- San Miguel Yamamura Packaging Corporation
- Bank of Commerce